# إنجيل أندراوس
إنجيل أندراوس، هو إنجيل ذكره البابا إينوسنت الأول  والقديس أوغسطينوس. ويحتمل تطابقها مع قوانين أندراوس.